# Södra Finnskoga församling
Södra Finnskoga församling var en församling i Karlstads stift och i Torsby kommun i Värmlands län. Församlingen uppgick 2010 i Övre Älvdals församling.

## Administrativ historik
Församlingen bildades 1831 genom en utbrytning ur Dalby församling.
Församlingen var till 1 maj 1873 annexförsamling i pastoratet Ny, Dalby samt Norra och Södra Finnskoga. Från 1 maj 1873 till 1 maj 1923 moderförsamling i pastoratet Södra Finnskoga och Norra Finnskoga för att därefter till 1996 utgöra ett eget pastorat. Från 1996 till 2010 ingick församlingen i Övre Älvdals pastorat där även ingick Dalby, Södra Finnskogs församlingar och Norra Ny-Nyskogs församling (före 2002 Norra Ny och Nyskogs församlingar). Församlingen uppgick 2010 i Övre Älvdals församling.

## Kyrka
- Södra Finnskoga kyrka